# Тримболи, Симоне
Симоне Тримболи (итал. Simone Trimboli; род. 19 апреля 2002, Лаванья, Лигурия) — итальянский футболист, полузащитник клуба «Сампдория». 

## Клубная карьера
Тримболи — воспитанник клуба «Сампдория». 12 марта 2022 года в матче против «Ювентуса» он дебютировал в итальянской Серии A. 